# Nautilus (U-Boot, 1954)
Die Nautilus, auch USS Nautilus (Kennung: SSN-571), ist ein US-amerikanisches U-Boot und war das erste nukleargetriebene U-Boot der Welt. Es unterquerte als erstes U-Boot den Nordpol. Es war das sechste Schiff der United States Navy, das diesen Namen trug. Im Altgriechischen bedeutet ναυτίλος nautílos als Substantiv „Seefahrer“, „Schiffer“ bzw. als Adjektiv „zur Schifffahrt gehörig“.

## Geschichte

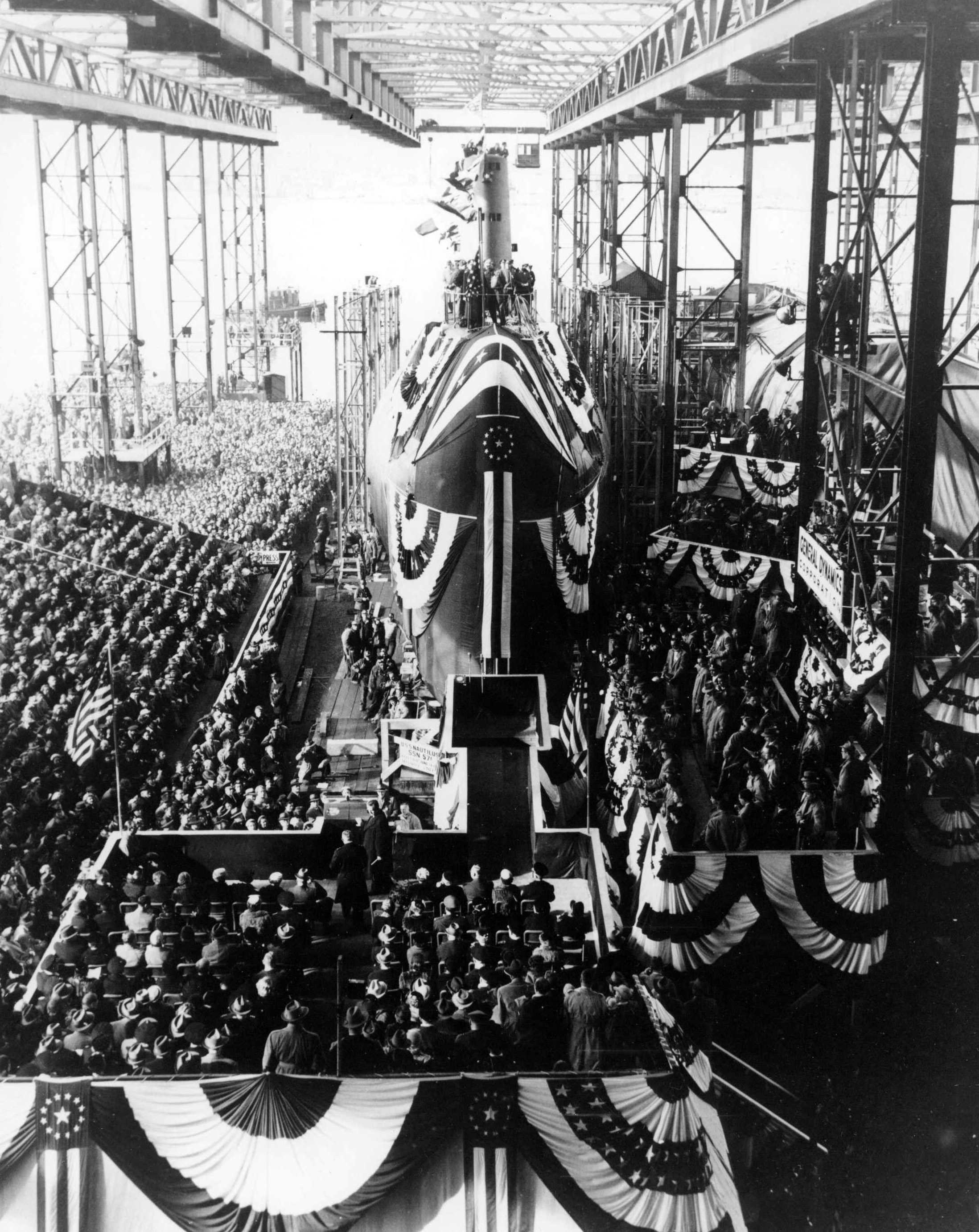
Stapellauffeierlichkeiten der Nautilus am 21. Januar 1954

### Bau
Nach dem Zweiten Weltkrieg begann in den späten 1940er Jahren unter der Leitung des Direktors der Abteilung für Reaktoren beim Schiffsamt der Navy, Admiral Hyman Rickover, die Entwicklung dieses U-Bootes.
US-Präsident Harry S. Truman nahm an der Zeremonie anlässlich seiner Kiellegung am 14. Juni 1952 auf der Werft Electric Boat von General Dynamics in Groton, Connecticut, teil. Die Schiffstaufe nahm am 21. Januar 1954 Mamie Eisenhower vor, die Frau des Präsidenten Dwight D. Eisenhower. Nach Indienststellung des Bootes am 30. September 1954 wurde Commander Eugene P. Wilkinson (1918–2013) erster Kommandant.
Bevor die Nautilus jedoch in See stechen konnte, musste sie zunächst noch einige Zeit im Dock verbleiben, um letzte Arbeiten und Tests abzuschließen. Am 17. Januar 1955 um 11 Uhr legte sie schließlich ab und setzte sich erstmals aus eigener Kraft und mit Atomantrieb in Bewegung. In den nächsten Monaten wurde ein Versuchsprogramm komplettiert, bevor die Nautilus am 10. Mai ihre erste echte Einsatzfahrt in den Süden unternahm. Während der ganzen Strecke nach Puerto Rico blieb sie getaucht und legte dabei 1.381 Meilen in 90 Stunden zurück, was zum damaligen Zeitpunkt die längste getauchte Fahrt eines U-Boots war und gleichzeitig noch einen Geschwindigkeitsrekord für getauchte Boote darstellte. Zwischen 1955 und 1957 wurden mit dem Boot die taktischen Implikationen der radikal gesteigerten Tauchgeschwindigkeit und -dauer erforscht. Atom-U-Boote stellten die althergebrachten Strategien zur Bekämpfung von Untersee-Einheiten völlig auf den Kopf. Flugzeuge und Radar, mit denen im Zweiten Weltkrieg U-Boote bekämpft wurden, erwiesen sich als ineffektiv gegen ein Boot, das nicht auftauchen musste, ein Gebiet in Rekordzeit verlassen und dabei flexibel seine Tiefe ändern konnte.
Bei den Erprobungsfahrten wurde festgestellt, dass der Antrieb, insbesondere die Wasserpumpen und die Dampfturbine großen Lärm erzeugten. Drehte der Schiffspropeller mit 180 Umdrehungen pro Minute, entstanden starke Vibrationen im Boot. Diese Vibrationen waren so stark, dass bei rund 16 Knoten Schäden am Boot befürchtet werden mussten. Damit war das Boot deutlich lauter als die Diesel-U-Boote aus dem Zweiten Weltkrieg. Aufgrund des Lärms und der Vibrationen war das Sonar ab einer Geschwindigkeit von 8 Knoten praktisch unbrauchbar.

### Fahrten
Am 4. Februar 1957 legte die Nautilus ihre 60.000. nautische Meile zurück, was mit der Reisedauer der fiktiven Nautilus in Jules Vernes Roman 20.000 Meilen unter dem Meer übereinstimmte. Im Mai verließ sie ihren Heimathafen in Richtung Pazifikküste, um an der Flottenübung Home Run teilzunehmen, die erstmals mit einem Atom-U-Boot absolviert wurde.
Zwischen dem 21. Juli und dem 19. August lag die Nautilus in New London, Connecticut, vor Anker, bevor sie zu ihrer ersten Reise unter polarem Packeis mit 1.383 Meilen Länge aufbrach. Danach nahm sie an einer NATO-Übung im Ostatlantik teil und besuchte verschiedene französische und britische Häfen, wo sie von Verteidigungsexperten dieser Länder ausgiebig besichtigt wurde. Am 28. Oktober traf sie wieder in New London ein, wurde kurz gewartet und unternahm dann bis zum nächsten Frühjahr Operationen vor der Küste.

### Die Nordpol-Unterquerung

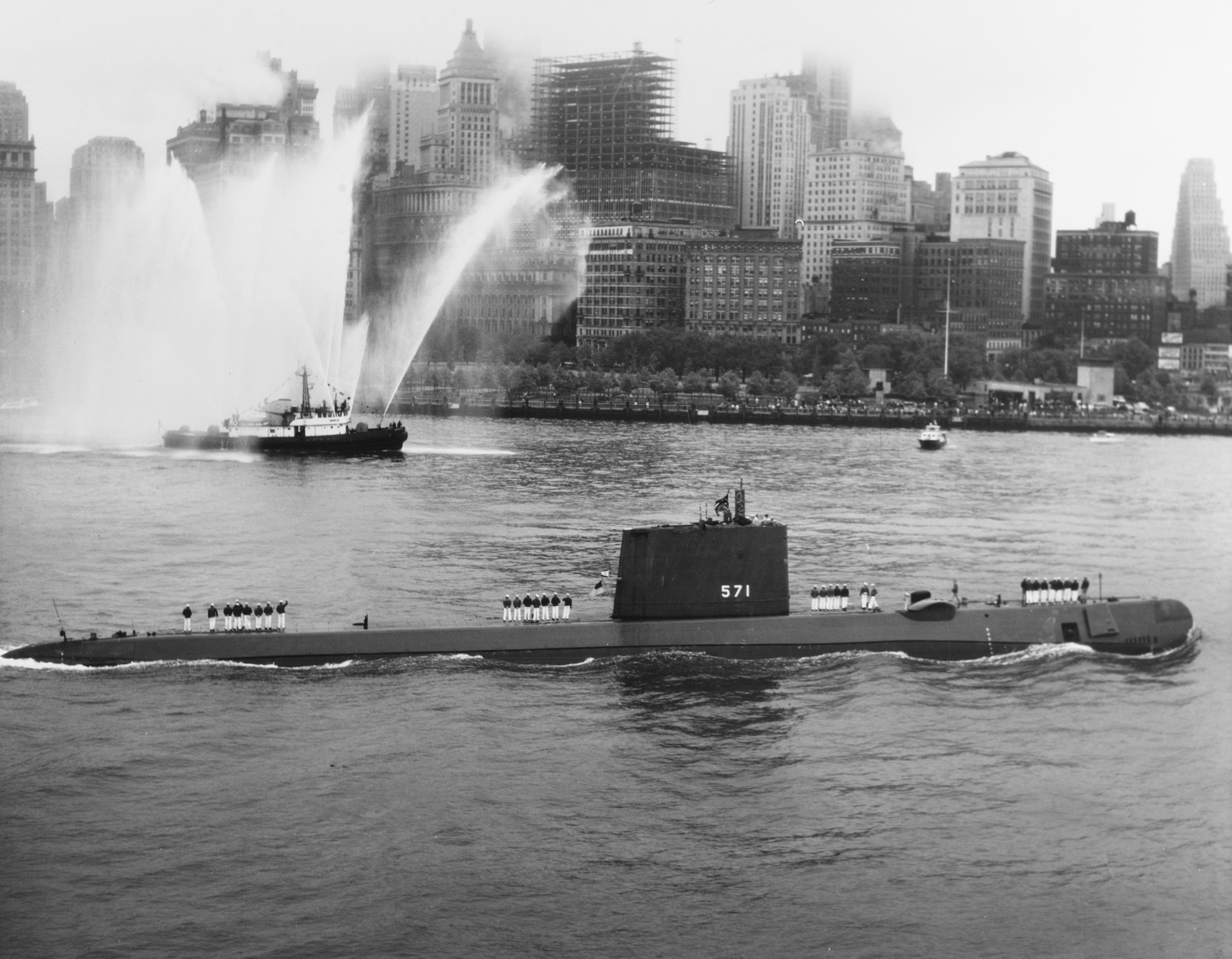
Die Nautilus wird 1958 nach ihrer Nordpol-Unterquerung in New York empfangen

Am 25. April 1958 machte sie sich erneut auf den Weg zur Westküste. Nach Stopps in San Diego, San Francisco und Seattle begann die Nautilus ihre geschichtsträchtige Polarreise (Operation Sunshine), als sie am 9. Juni den Hafen von Seattle verließ. Am 19. Juni erreichte sie die Tschuktschensee, musste jedoch wegen zu viel Treibeis umkehren. Am 28. Juni traf sie in Pearl Harbor ein, wo sie auf bessere Bedingungen wartete. Am 23. Juli setzte die Nautilus wieder Kurs nordwärts. Am 1. August ging sie in der Nähe von Point Barrow (Alaska) auf Tauchstation, und am 3. August 1958 erreichte sie um 23:15 Uhr EDT, in Europa also am 4. August 1958, als erstes Schiff den geografischen Nordpol (Point Barrow – Nordpol 2.072 km/1.287,48 Meilen). Nach 96 Stunden und 1.830 Meilen unter dem Eis tauchte sie nordöstlich von Grönland wieder auf und hatte damit die erste erfolgreiche Unterquerung des Nordpolareises abgeschlossen. Als die Nautilus in Portland (England) eintraf, wurde dem Boot und seiner Besatzung vom amerikanischen Botschafter J. H. Whitney ein Orden verliehen. Am 29. Oktober traf sie wieder in ihrem Heimathafen New London ein. Diese Fahrt hatte große Auswirkungen auf die Strategie der nuklearen Abschreckung, weil die USA damit die Möglichkeit demonstrierten, Atomwaffen-Trägersysteme bis vor die Haustür der Sowjetunion zu bringen. Die Vorwarnzeit vor einem nuklearen Angriff verkürzte sich damit erheblich.

### Weitere Einsätze

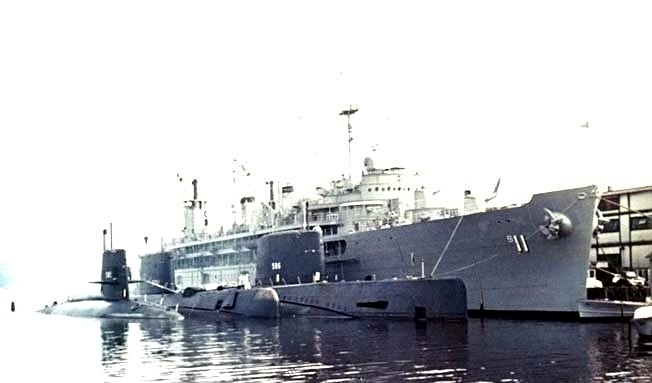
Die Nautilus liegt mit der Skipjack und der Triton längsseits am U-Boot-Tender USS Fulton in New London, Connecticut

Nach Flottenübungen im Frühjahr 1959 lief die Nautilus die Portsmouth Naval Shipyard in Kittery, Maine, an, um ihre erste komplette Überholung zu erhalten (28. Mai bis 15. August 1960). Zwischen dem 24. Oktober und dem 16. Dezember 1960 befand sie sich zusammen mit der 6. US-Flotte im Mittelmeer.
Die Nautilus operierte längere Zeit im Atlantik, um Feldtests verbesserter Bekämpfungstechniken gegen U-Boote zu unterstützen und an NATO-Manövern teilzunehmen. Im Herbst 1962 unterstützte sie die Seeblockade gegen Kuba. Nach Beendigung der Kuba-Krise unternahm sie im August 1963 eine weitere zweimonatige Tour ins Mittelmeer und nahm anschließend an Flottenübungen teil, bevor sie im Januar 1964 in Kittery zum zweiten Mal von Grund auf überholt wurde.
Ab dem 2. Mai 1966 stand die Nautilus wieder der Atlantikflotte zur Verfügung. Kurz danach legte sie ihre 300.000. Meile auf See zurück. Bis August 1967 führte sie nicht näher bezeichnete Sonderoperationen aus.
Im November 1966 fanden im Nordatlantik US-amerikanische Seekriegsübungen statt. Für den 10. November war ein Torpedoschulschießen geplant, an dem die Nautilus und der Flugzeugträger Essex teilnahmen. Der Sicherung des Flugzeugträgers gehörten einige Zerstörer an. Als sich die Nautilus beim Anlauf zum Scheinangriff befand, kam es zu einer Kollision zwischen dem U-Boot und dem Flugzeugträger. Nachdem die Nautilus in unmittelbarer Nähe des Flugzeugträgers ihre Tauchtiefe bis dicht unter die Wasseroberfläche verringert hatte, geriet sie unter dessen Vorschiff. Durch den Zusammenstoß wurde die vordere Verkleidung der auf dem Turm des U-Bootes befindlichen ausfahrbaren Geräte und Anlagen zerstört. Die Essex erhielt ein Leck unterhalb der Wasserlinie. Die Schiffe befanden sich zu diesem Zeitpunkt etwa 360 Seemeilen vor der Küste des US-Bundesstaates North Carolina. Sofort nach der Kollision tauchte die Nautilus auf und lief in Begleitung eines Zerstörers zur Beseitigung der Schäden nach New London. Die Schäden auf der Nautilus wurden auf besondere Weisung innerhalb kürzester Zeit behoben. Der Flugzeugträger dagegen lag zur Beseitigung seiner Beschädigungen einige Monate in der Werft.

### Außerdienststellung und weitere Verwendung

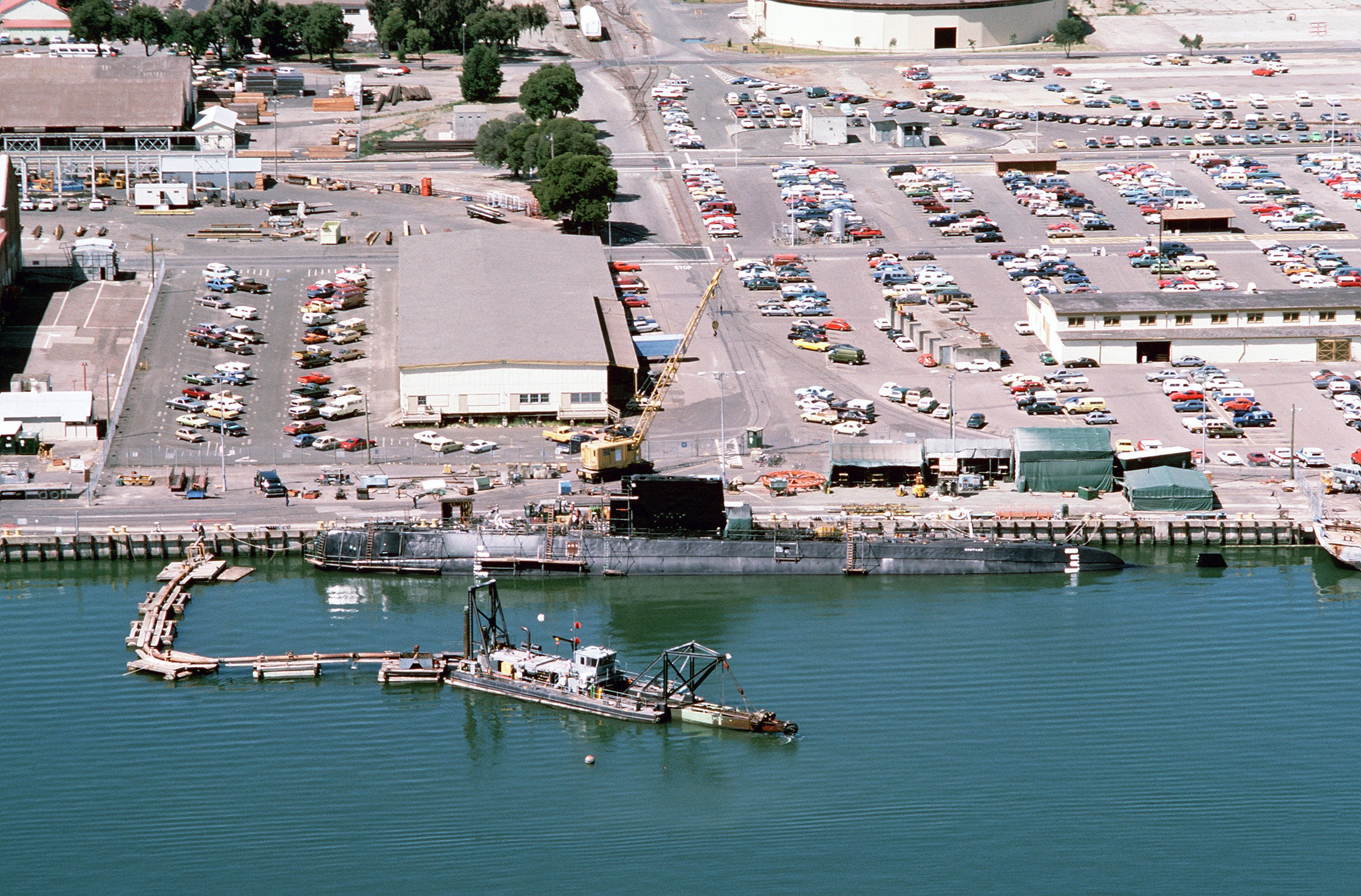
Die Nautilus in der Mare Island Naval Shipyard (1985)

Im Frühjahr 1979 lief die Nautilus von Groton zu ihrer letzten Reise aus. Sie erreichte die Mare Island Naval Shipyard bei Vallejo am 26. Mai 1979. Dort wurde sie außer Dienst gestellt, am 3. März 1980 aus dem Schiffsregister gestrichen und anschließend restauriert.
Am 16. Mai 1979 wurde die Nautilus als Konstruktion in das National Register of Historic Places eingetragen. Die Nautilus wurde am 20. Mai 1982 vom US-Innenministerium zu einer National Historic Landmark erklärt. Nach einem umfangreichen Umbau wurde die Nautilus zurück nach Groton geschleppt, wo sie am 6. Juli 1985 eintraf. Im folgenden Jahr wurde sie als Museumsschiff der Öffentlichkeit zugänglich gemacht. Besucher können die vordersten zwei Abteilungen unter Nutzung von Audioguides besichtigen. Obwohl auch die Maschinenräume prinzipiell für Besucher hergerichtet wurden, sind die hinteren Teile der Nautilus aufgrund von Sicherheitsbedenken nicht für Besichtigungen zugänglich.